# 니고데모의 복음서

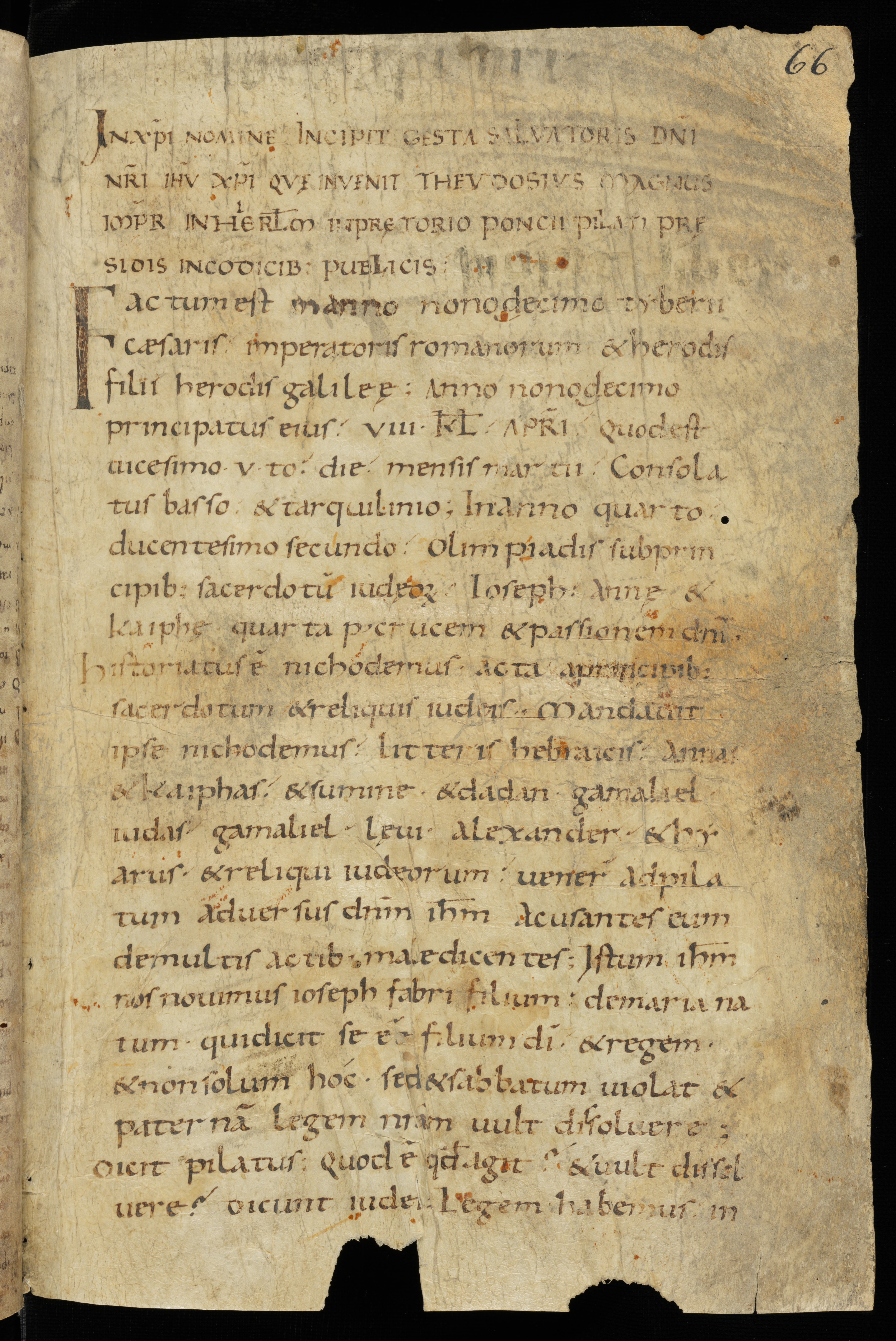

《니코데무스의 복음서》(Gospel of Nicodemus) 또는 《빌라도 행전》(라틴어: Acta Pilati, 고대 그리스어: Πράξεις Πιλάτου)은 외경 복음서로, 《요한 복음》에서 예수의 추종자 중 하나로 등장하는 니고데모가 히브리어로 쓴 것이 번역된 것이라고 주장한다. "니코데무스 복음"이라는 제목 자체는 중세에 붙은 것이다. 니코데모 복음의 내용이 언제 형성되었는지는 다소 불확실하지만, 기원후 4세기 중반에 완성되었을 것이라는 데는 학자들이 대개 동의한다.
빌라도에 관한 부분은 보다 오래된 외경인 《베드로와 바울 행전》에서 발견되며, 본 문헌은 빌라도가 티베리우스 황제에게 유대 땅에서 있었던 일을 보고한 문서에서 내용을 근거했다고 주장한다. 예수의 십자가형 및 예수의 기적들에 대한 언급이 이루어지고 있다.

## 같이 보기
- 복음서 목록